# Brodina de Jos, Suceava
Brodina de Jos este un sat în comuna Brodina din județul Suceava, Bucovina, România.
 Acest articol despre o localitate din județul Suceava este deocamdată un ciot. Puteți ajuta Wikipedia prin completarea lui.